# 1914 en sport automobile
Chronologie du Sport automobile
1913 en sport automobile - 1914 en sport automobile - 1915 en sport automobile
Les faits marquants de l'année 1914 en Sport automobile

## Par mois

### Février
- 26 février : Coupe Vanderbilt.
- 28 février : Grand Prix automobile des États-Unis.

### Mai
- 30 mai : l'épreuve des 500 miles d'Indianapolis est pour la deuxième année consécutive remportée par un Français, René Thomas sur une Delage. Il est le dernier Français en date à s'y être imposé.
- 31 mai : Grand Prix automobile de Russie.

### Juin
- 24 juin : à Brooklands, L. G. Hornstead établit un nouveau record de vitesse terrestre : 199,70 km/h.

### Juillet
- 4 juillet : septième édition du Grand Prix de France à Amiens. Le pilote allemand Christian Lautenschlager s'impose sur une Mercedes.

## Naissances
- 19 janvier :  Frederick Roberts Gerard  dit  Bob Gerard, coureur automobile anglais († 26 janvier 1990).

- 14 mars : Lee Petty, pilote automobile américain. († 5 avril 2000).
- 10 mai : 
  - Marcel Becquart, pilote de rallye français, († 23 février 2010).
  - John James, pilote anglais de course automobile. († 27 janvier 2002).
- 18 mai : Emmanuel De Graffenried, pilote automobile suisse. († 22 janvier 2007).
- 16 octobre : Joel Thorne, pilote automobile, ingénieur et playboy américain. († 17 octobre 1955).
- 31 octobre : John Hugenholtz, concepteur de circuits automobiles néerlandais, designer des circuits de Jamara (Espagne), Zandvoort (Pays-Bas) et Suzuka (Japon).. († 25 mars 1995).

## Décès
- 15 octobre : Marco Campos, pilote brésilien, (° 24 février 1976).